# Rodolfo I de Bohemia
Rodolfo III de Habsburgo (en checo Rudolf I. Habsburský, c 1281 - 3/4 de julio de 1307). Fue duque de Austria y Estiria (como Rodolfo III) desde 1298 y rey de Bohemia y rey titular de Polonia desde 1306 hasta su muerte. Era el hijo mayor del rey alemán Alberto I de Habsburgo y de Isabel de Tirol.

## Biografía
Su lema era Alienae vocis aemula, ilustrado con un loro en una jaula.
Luego de la elección de su padre como Rey de romanos, Rodolfo fue investido como corregente de las tierras hereditarias de Austria y de Estiria de la dinastía de los Habsburgo. Pero él tenía tan sólo 16 años de edad, por lo que se pidió a varios consejeros de su padre, en particular, a Hermann von Landsberg, el Mariscal de Campo de Austria, y a tres hermanos Wallseer, que asumieran la regencia; por otra parte, tuvo que ceder a las decisiones de su padre. 
El 25 de mayo de 1300, el rey Alberto I arregló su matrimonio con Blanca, la hija del rey Felipe III de Francia con su segunda esposa María de Brabante. La pretendida unión con la Casa de los Capetos sin embargo falló, pues tanto el hijo como la hija de la pareja murieron jóvenes y Blanca murió en 1305.
Otra oportunidad para un aumento de poder en los Habsburgo, se abrió cuando en 1306 el último gobernante bohemio de la dinastía Premislidas, el rey Wenceslao III murió y Alberto I como Rex Romanorum fue capaz de aprovechar Bohemia como feudo imperial revertido. Rodolfo se presentó como un pretendiente al trono de Bohemia, sin embargo fue impugnado por su tío Enrique de Gorizia-Tirol, duque de Carintia y esposo de Ana, la hermana de Wenceslao. Para legitimar aún más las reclamaciones Habsburgo a Bohemia y el trono de Polonia, Alberto caso a Rodolfo el 16 de octubre de 1306 con Isabel Riquilda de Polonia de la dinastía Piast, viuda del rey Wenceslao II de Bohemia. En 1306 ocupó Praga y expulsó a Enrique de Carintia para colocar a su hijo en el trono de Bohemia.
Primero intentó pagar el alto endeudamiento de Bohemia con la ayuda de los ricos depósitos de plata en Kuttenberg. Rodolfo fue rechazado por varios nobles bohemios, que continuaron apoyando a Enrique. El rey asedió la fortaleza rebelde de Horažďovice en Bohemia, pero cayó enfermo de disentería (también se sugirió intoxicación en ese momento) y murió allí en 1307, sin dejar descendencia. La primera apropiación de los Habsburgo de la Corona de San Venceslao fracasó, ya que los nobles restauraron a Enrique como rey a cambio de una carta de privilegios, quien a su vez tuvo que renunciar al trono en favor del conde Juan de Luxemburgo, tres años más tarde. En lugar de vasallaje, Rodolfo intensificó el conflicto interno sobre la herencia Habsburgo, que culminó en el asesinato del rey Alberto I por su sobrino Juan el Parricida en 1308.
Rodolfo está enterrado en la catedral de San Vito en Praga.